# Хорго
Хорго (монг. Хорго) — потухший вулкан находящиеся в аймаке Архангай в Монголии. 

## Описание
Хорго располагается в западной части Тариату-Чулутунского вулканического поля , расположенного на северном склоне Хангайские гор, в 3,5 км восточнее озера Тэрхийн-Цагаан-Нуур, вместе с которым входит в состав национального парка Хорго-Тэрхийн-Цагаан-Нуур. Имеет кратер шириной около 300 метров. Вокруг него находится лавовое поле датируемое 2030 г. до н. э. Лава, извергавшаяся из вулкана, перекрыла реку Хойт-Тэрхийн-Гол. При этом образовалось озеро Тэрхийн-Цагаан-Нуур.